# Partido Republicano (Argentina, 1877)
El Partido Republicano fue un partido político argentino que existió entre 1877 y 1878, que no debe ser confundido con el partido del mismo nombre que existió entre 1902 y 1910. Surgió como una corriente interna del Partido Autonomista de Adolfo Alsina, cuestionando el acuerdo del partido con Bartolomé Mitre, para transformarse luego en un partido político independiente.
Se destacó por ser el primer partido político de ese país en incluir un sistema de democracia interna basado en órganos de decisión y asambleas populares que dictaminaban los principios, acuerdos y programas del partido.
Entre sus dirigentes fundadores estaban Roque Sáenz Peña, Aristóbulo del Valle, Leandro Alem, Lucio Vicente López, Pedro Goyena, José Manuel Estrada y Francisco Uriburu. Años después, la tendencia más radical del partido terminaría gestando la Unión Cívica Radical, mientras que la tendencia conservadora, como la que expresaba Sáenz Peña, fundó la "línea modernista" del Partido Autonomista Nacional, y la tendencia católica (Goyena y Estrada) gestó la Unión Católica, un temprano antecedente -que no prosperó- del Partido Demócrata Cristiano de Argentina.

## Historia (1877-1878)

### Antecedentes
En 1874 se realizan unas pocas transparentes elecciones legislativas donde el Partido Nacional de Avellaneda relega a un lejano segundo lugar al Partido Autonomista de Adolfo Alsina, que pese a todo accede a varias bancas, una de ellas ocupada por Leandro Alem.
Pero la derrota electoral lleva a Alsina a resignar de su candidatura presidencial y propone una coalición con el Partido Nacional, que finalmente se concreta dando origen al Partido Autonomista Nacional (PAN).
Un importante sector del Partido Autonomista rechaza esta decisión y deciden crear una corriente interna opuesta a Alsina. Dentro de este sector había varias tendencias ideológicas, algunas más ligadas al progresismo y otras más conservadoras, pero todas coincidían en la necesidad de incluir normas más republicanas a la política nacional.

### Fundación
En 1877 este grupo decide crear un nuevo partido político al que denominan Partido Republicano. Este partido buscaba, según sus propias palabras, instalar una democracia plena en el país mediante la pureza y libertad de sufragio popular, proscribiendo de los comicios las violencias, el fraude y la intervención oficial.
Entre sus principales dirigentes se destacan Roque Sáenz Peña, Aristóbulo del Valle, Leandro Alem, Lucio Vicente López, Pedro Goyena, José Manuel Estrada, Fernando Centeno, Francisco Uriburu y Bernardo de Irigoyen (entre otros).
En rigor, la principal característica de este partido fue la inclusión de un moderno sistema de democracia interna al contrario de la organización concentrada y poco democrática de los partidos argentinos de la época. Este partido tomaba sus decisiones políticas y programáticas sobre la base de asambleas populares y órganos de decisión.

### Vida política
En ese mismo año el Partido Autonomista Nacional se impone en las elecciones a senadores provinciales. El Partido Republicano decide postular para las elecciones a Gobernador de Buenos Aires del 2 de diciembre de 1877 la fórmula Aristóbulo del Valle-Leandro Alem. Finalmente se impondría Carlos Tejedor, el candidato del PAN, en unas elecciones que estuvieron marcadas por el fraude, la violencia y la persecución a los opositores.

### Disolución
La sorpresiva muerte de Adolfo Alsina, la posterior ruptura del acuerdo del Partido Autonomista con Bartolomé Mitre, y las diferencias internas determinaron el fin del Partido Republicano pocos meses después.
La mayoría de sus miembros volvieron al Partido Autonomista con la intención de reconstruirlo. Sin embargo, la poca estructura que quedaba del partido de Alsina será absorbida por el oficialismo para recomponer al PAN, que se encontraba gobernando desde 1874 con la llegada de Nicolás Avellaneda y que necesitaba la estructura del autonomismo para gobernar.
Luego de esto el Partido Autonomista Nacional se fortalece, en especial luego del triunfo de Julio Argentino Roca en 1880. Muchos políticos del ex republicanismo deciden abandonar temporalmente la política, como Alem, algunos toman una postura de oposición moderada, como Pedro Goyena, y otros se suman al PAN, como Roque Sáenz Peña.